# 3333 Schaber
Schaber (asteróide 3333) é um asteróide da cintura principal, a 2,414626 UA. Possui uma excentricidade de 0,2280642 e um período orbital de 2 020,67 dias (5,53 anos).
Schaber tem uma velocidade orbital média de 16,84063246 km/s e uma inclinação de 11,96034º.
Este asteróide foi descoberto em 9 de Outubro de 1980 por Carolyn Shoemaker.